# Schwimmbad Biberstein
Das Schwimmbad Biberstein liegt im aargauischen Biberstein und wurde im Jahr 2000 als erster öffentlicher Schwimmteich der Schweiz eröffnet.
Das Badewasser des bepflanzten Regenerationsbecken wird chemiefrei mit einem Öko-Kreislauf aufbereitet. Kies wird zum Filtern genutzt und ökologisch reinigen Pflanzenwurzeln und Mikroorganismen. Die Anlage umfasst ein grosses Schwimmbecken, ein Kinderbecken und eine Liegewiese. Zudem gehört zur Infrastruktur ein Kiosk mit Bistro.